# ألبرت ر. ووكر
ألبرت ر. ووكر (بالإنجليزية: Albert R. Walker)‏ هو مهندس معماري أمريكي، ولد في 9 مايو 1881، وتوفي في 17 سبتمبر 1958.